# Hersenvliezen
De hersenvliezen (ook wel: meningen, meninges) zijn structuren die tussen de schedel en de cortex cerebri gelegen zijn en doorlopen om de kleine hersenen, de hersenstam tot aan het einde van het ruggenmerg in de onderrug. De hersenvliezen bevatten veel zenuwuiteinden, waardoor men deze wel voelen kan.
Er zijn drie hersenvliezen te onderscheiden. Van buiten naar meer naar de hersenenstructuren:
- het harde hersenvlies (Latijn: dura mater)
- het spinnenwebvlies (Latijn: arachnoides)
- het zachte hersenvlies (Latijn: pia mater)

Het harde hersenvlies ligt in principe direct en overal tegen de schedel. Dit vlies bestaat uit twee lagen: de periostale laag en de meningeale laag. De periostale laag vormt een geheel met het botvlies van de schedel. De meningeale laag is aan de kant van de hersenen gelegen. Tussen de twee lagen liggen op een aantal plaatsen bloedbanen. 
Er zijn drie inkepingen van het harde hersenvlies te onderscheiden: de falx cerebri, falx cerebelli en het tentorium cerebelli. Deze lopen respectievelijk van voorhoofd naar achterhoofd tussen de linker en rechter hersenhelften tot de hersenbalk en in het achterhoofd tussen de grote hersenen en de kleine hersenen.
Het spinnenwebvlies volgt in principe het harde hersenvlies. Dit vlies is aanmerkelijk dunner.
Het zachte hersenvlies is een zeer dun hersenvlies. Deze volgt de oppervlakte van de hersenen en het ruggenmerg. Tussen dit vlies en het spinnenwebvlies ligt een ruimte: de subarachnoïdale ruimte.
Bij een ontsteking van de hersenvliezen, spreekt men van een hersenvliesontsteking (Latijn: meningitis).